# Claudio Gilberto Froehlich

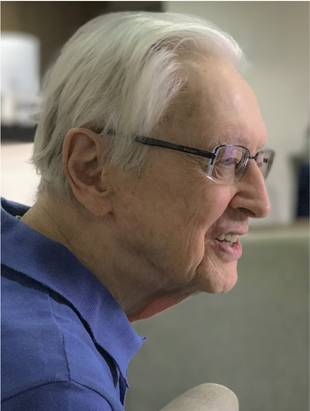
Claudio Gilberto Froehlich (2017)

Claudio Gilberto Froehlich (* 10. Juni 1927 in São Paulo; † 27. November 2023) war ein brasilianischer Zoologe.

## Leben
Im Jahr 1951 begann er gemeinsam mit seiner späteren Ehefrau Eudóxia Maria de Oliveira Pinto sein Promotionsstudium an der Universidade de São Paulo. Sein Doktorvater war Ernst Marcus. Marcus schlug ihnen vor, dass sie die Systematik der Landplanarien erforschen sollten, da dies eine kaum untersuchte, aber sehr diverse Organismengruppe in der Region der Universität war. Im Zuge dieser Arbeit beschrieb Froehlich die drei Gattungen Issoca, Kontikia und Xerapoa sowie 40 Arten der Landplanarien. Im Jahr 1960 erhielt er von der Lund University seinen Postdoc-Status.
Nachdem er in den ersten Jahren seiner akademischen Laufbahn Landplanarien studiert hatte, wandte er sich Wirbellosen im Süßwasser zu, vor allem Köcherfliegen. Auch hier beschrieb er mehrere Gattungen und etwa hundert Arten.

## Ehrungen
Die Käfergattung Claudiella Reichard & Vanin, 1976 und die Köcherfliegengattung Claudioperla Illies, 1963 wurden nach ihm benannt. Zudem ehrt der Name der Landplaniengattung Difroehlichia ihn und seine Frau.

## Veröffentlichungen (Auswahl)
- Claudio G. Froehlich: Notas sobre geoplanas brasileiras. In: Papéis Avulsos de Zoologia. Band 12, Nr. 7, 1955, S. 198.
- P. Brinck & Claudio G. Froehlich: On The Stonefly Fauna Of Western Lule Lappmark, Swedish Lappland. In: Kungl. Fys. Sallsk., Lund Forhandl. Band 30, Nr. 1, 1960, S. 1–19.
- Claudio G. Froehlich: Studies on Brazilian Plecoptera 1. Some Gripopterygidae from the biological station at Paranapiacaba, state of Sao Paulo. In: Beiträge zur Neotropischen Fauna. Band 6, Nr. 1, 1969, ISSN 0005-8130, S. 17–39, doi:10.1080/01650526909360412.
- Claudio G. Froehlich: Brazilian Plecoptera 3. Macrogynoplax veneranda sp. n. (Perlidae : Acroneuriinae). In: Annales de Limnologie. Band 20, Nr. 1–2, 1984, ISSN 0003-4088, S. 39–41, doi:10.1051/limn/1984016.
- Claudio G. Froehlich: Seven New Species of Tupiperla (Plecoptera: Gripopterygidae) from Brazil, With a Revision of the Genus. In: Studies on Neotropical Fauna and Environment. Band 33, Nr. 1, 1998, ISSN 0165-0521, S. 19–36, doi:10.1076/snfe.33.1.19.2170.
- Claudio G. Froehlich: Tupiperla (Plecoptera: Gripopterygidae) from southwestern Minas Gerais State, Brazil, with the description of Tupiperla amorimi n.sp. In: Zootaxa. Band 4103, Nr. 2, 2016, ISSN 1175-5334, S. 174–176, doi:10.11646/zootaxa.4103.2.7.